# ヴラディミル・ストイコヴィッチ
ヴラディミル・ストイコヴィッチ（セルビア語: Владимир Стојковић, Vladimir Stojković, 1983年7月28日 - ）は、セルビアのサッカー選手。ポジションはゴールキーパー。

## 経歴

### クラブ
レッドスター・ベオグラードの下部組織出身。早くも2002-03シーズンにトップチームに昇格するが、ヴラディミル・ディシュリェンコヴィッチから正GKの座を奪うには至らず、リーグ戦では1試合に出場したのみだった。
他クラブへの期限付き移籍を経験した後、2005-06シーズン開幕前にレッドスターに復帰し、シーズン途中から正守護神の地位を手に入れる。UEFAカップのASローマ戦ではアントニオ・カッサーノのペナルティーキックを止めることに成功したが、チームはグループステージで敗退した。
2006年5月15日、パリ・サンジェルマンFCに移籍したミカエル・ランドローの後任としてフランスのFCナントに移籍。しかし、シーズン途中に元フランス代表のファビアン・バルテズが加入したこともあって活躍は見せられず、2007年1月15日にオランダのフィテッセにレンタル移籍した。シーズン終了後の7月11日、ポルトガルのスポルティングCPに5年契約で移籍。しかし、生え抜きのルイ・パトリシオの後塵を拝した。
2008年夏、チームの許可を得てイングランドのエヴァートンFCのトライアウトを受けたものの、わずか1日で無断帰国した。その後は、スペインのヘタフェCFやイングランドのウィガン・アスレティックにレンタル移籍したがいずれもレギュラー獲得には至らなかった。
2010年8月27日、母国のパルチザン・ベオグラードへレンタル移籍。パルチザンは古巣レッドスターと激しいライバル関係にあるため、一部サポーターの反発を買った。
2014年6月10日、マッカビ・ハイファFCに移籍した。
2016年、ノッティンガム・フォレストFCに移籍した。
2017年からパルチザン・ベオグラードに復帰しプレーしている。

### 代表
2006年にポルトガルで開催されたUEFA U-21欧州選手権ではセルビア代表のキャプテンを務めた（出場停止のダンコ・ラゾビッチの代役）。チームは準決勝まで駒を進めたものの、優勝はならなかった。
その後、2006 FIFAワールドカップのメンバーに選ばれるが、出場機会はなかった。大会終了後、新たに代表監督に就任したハビエル・クレメンテの信頼を得て、同年8月16日のチェコ戦でA代表でのデビューを飾る。UEFA EURO 2008予選では正GKとしてプレーし、代表監督がミロスラヴ・ジュキッチに交代した後も引き続きその座を維持した。
2010 FIFAワールドカップではグループリーグのドイツ戦でルーカス・ポドルスキのペナルティーキックを防ぐなどドイツの猛攻からゴールを守り勝利に貢献した。この活躍によりマン・オブ・ザ・マッチに選出されたが、チームもグループリーグ敗退に終わった。
2010年10月12日に行われたUEFA EURO 2012予選のイタリア戦の試合前に一部のサポーターから襲撃を受け負傷し、病院に搬送された。
2018 FIFAワールドカップのメンバーに選出された。自身はグループリーグ全3試合に先発出場したが、チームはグループリーグ敗退となった。

## 代表歴

### 出場大会
- セルビア・モンテネグロ代表
  - 2006年 - ワールドカップ (グループリーグ敗退)
  - 2006年8月16日 - A代表初出場 - チェコ代表戦
- セルビア代表
  - 2008年 - 北京オリンピック (グループリーグ敗退)
  - 2010年 - ワールドカップ (グループリーグ敗退)
  - 2018年 ｰ ワールドカップ (グループリーグ敗退)

### 試合数
- 国際Aマッチ 83試合 0得点（2006年-2018年）[7]

| セルビア代表 | 国際Aマッチ | 国際Aマッチ |
| 年           | 出場        | 得点        |
| ------------ | ----------- | ----------- |
| 2006         | 6           | 0           |
| 2007         | 7           | 0           |
| 2008         | 7           | 0           |
| 2009         | 8           | 0           |
| 2010         | 8           | 0           |
| 2011         | 1           | 0           |
| 2012         | 4           | 0           |
| 2013         | 8           | 0           |
| 2014         | 9           | 0           |
| 2015         | 6           | 0           |
| 2016         | 6           | 0           |
| 2017         | 7           | 0           |
| 2018         | 6           | 0           |
| 通算         | 83          | 0           |

## タイトル
個人
- セルビア年間最優秀選手賞 : 2017